# رز سری‌لانکایی (پروانه)
پروانه رز سری‌لانکایی (نام علمی: Atrophaneura jophon) از گونه پروانه‌هایی است که در سال ۱۸۵۳ میلادی توصیف علمی شدند. این پروانه متعلق به سرده سرخ‌تنان است. تپه‌های مرکزی جزیره سری‌لانکا زیستگاه این گونه پروانه‌است. در گذشته این پروانه، زیرگونه پروانه رز زرشکی به‌شمار می‌رفت.